# Yuichi Onda
Pour les articles homonymes, voir ONDA.
Yuichi Onda (恩田祐一, Onda Yuichi) est un fondeur japonais né le 24 juin 1980 à Myōkōkōgen. Spécialiste du sprint, il court au niveau international entre 1999 et 2019. Il pratique également le VTT en guise d'entrainement pour l'hiver et devient notamment vice-champion du Japon de cross-country VTT en 2017.

## Biographie
Étudiant à l'Université Kinki, il commence sa carrière officielle en 1999, puis dispute le championnat du monde junior en 2000 (12e du trente kilomètres classique) et participe à la Coupe du monde dès 2002. Il marque ses premiers points lors de sa deuxième course, grâce à une 20e au sprint d'Oslo. Il est cinq jours plus tard 8e du sprint classique de Drammen. Aux Championnats du monde 2003, il se classe 18e du sprint, ce qui reste sa meilleure performance individuelle dans un mondial, étant 19e en sprint pour sa cinquième et dernière participation en 2013, aussi à Val di Fiemme. Cette année, il est aussi médaillé de bronze en sprint à l'Universiade de Tarvisio.
Au cours des saisons, il continue à s'illustrer en Coupe du monde, terminant deux fois quatrième, à Lahti en 2007 et à Trondheim en 2009, puis cinquième à Drammen en 2010. Son dernier top dix date de février 2013, lorsqu'il termine septième du sprint de Davos.
Il compte aussi notamment trois participations aux Jeux olympiques : en 2006 (26e du sprint libre et 12e du sprint par équipes, en 2010 (17e du sprint classique et 13e du sprint par équipes) et en 2014 (45e du sprint libre et 13e du sprint par équipes).
Au niveau continental, il est le champion des Jeux asiatiques d'hiver de 2007 en sprint.

## Palmarès

### Jeux olympiques
| Épreuve / Édition | Sprint                           | Sprint                           | 15 km                            | 15 km                            | Poursuite / Skiathlon 2 × 15 km | 50 km | Relais | Relais    |
| Épreuve / Édition | libre                            | classique                        | libre                            | classique                        | Poursuite / Skiathlon 2 × 15 km | 50 km | Sprint | 4 × 10 km |
| JO 2006 Turin     | 26e                              | Épreuve inexistante à cette date | Épreuve inexistante à cette date | —                                | —                               | —     | 12e    | —         |
| JO 2010 Vancouver | Épreuve inexistante à cette date | 17e                              | —                                | Épreuve inexistante à cette date | —                               | —     | 13e    | —         |
| JO 2014 Sotchi    | 45e                              | Épreuve inexistante à cette date | Épreuve inexistante à cette date | —                                | —                               | —     | 13e    | —         |

### Championnats du monde
| Épreuve / Édition           | Sprint                           | Sprint                           | 15 km                            | 15 km                            | Poursuite / Skiathlon 2 × 15 km | 50 km libre | Relais | Relais    |
| Épreuve / Édition           | libre                            | classique                        | libre                            | classique                        | Poursuite / Skiathlon 2 × 15 km | 50 km libre | Sprint | 4 × 10 km |
| Mondiaux 2003 Val di Fiemme | 18e                              | Épreuve inexistante à cette date | Épreuve inexistante à cette date | DNS                              | —                               | —           | -      | -         |
| Mondiaux 2007 Sapporo       | Épreuve inexistante à cette date | 25e                              | —                                | Épreuve inexistante à cette date | —                               | —           | 10e    | —         |
| Mondiaux 2009 Liberec       | 27e                              | Épreuve inexistante à cette date | Épreuve inexistante à cette date | 61e                              | —                               | —           | 10e    | -         |
| Mondiaux 2011 Oslo          | 26e                              | Épreuve inexistante à cette date | Épreuve inexistante à cette date | —                                | —                               | —           | 15e    | —         |
| Mondiaux 2013 Val di Fiemme | Épreuve inexistante à cette date | 19e                              | —                                | Épreuve inexistante à cette date | —                               | —           | 13e    | —         |

Légende :
- : pas d'épreuve
- — : Non disputée par Onda
- DNS : non-partant

### Coupe du monde
- Meilleur classement général : 39e en 2007.
- Meilleur résultat individuel : 4e.

#### Classements par saison
| Saison/Classement | Général | Général | Sprint | Sprint | Distance | Distance |
| ----------------- | ------- | ------- | ------ | ------ | -------- | -------- |
| Saison/Classement | Class.  | Points  | Class. | Points | Class.   | Points   |
| 2003              | 55e     | 59      | 29e    | 59     | -        | -        |
| 2004              | 58e     | 72      | 24e    | 72     | -        | -        |
| 2005              | 76e     | 43      | 30e    | 43     | -        | -        |
| 2006              | 41e     | 133     | 17e    | 122    | 89e      | 15       |
| 2007              | 39e     | 136     | 15e    | 136    | -        | -        |
| 2008              | 74e     | 54      | 44e    | 54     | -        | -        |
| 2009              | 62e     | 96      | 27e    | 96     | -        | -        |
| 2010              | 81e     | 66      | 39e    | 66     | -        | -        |
| 2011              | 88e     | 48      | 46e    | 48     | -        | -        |
| 2012              | 125e    | 19      | 72e    | 19     | -        | -        |
| 2013              | 77e     | 56      | 36e    | 56     | -        | -        |
| 2014              | 132e    | 14      | 77e    | 14     | -        | -        |

### Universiades
- Médaille de bronze du sprint libre en 2003 à Tarvisio.

### Jeux asiatiques
- Changchun 2007 :
- Médaille d'or sur le sprint
- Médaille d'argent sur lw relais
- Almaty 2011 :
- Médaille de bronze sur le sprint.

## Palmarès en VTT
- 2017
  - 2e du championnat du Japon de cross-country VTT